# Premio Sidewise per la storia alternativa

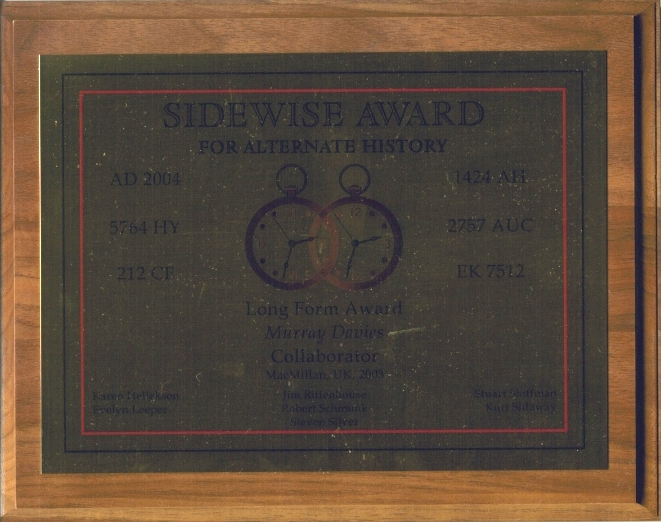
Targa del premio Sidewise assegnata nel 2003 all'autore Murray Davies per il suo romanzo Collaborator

Il Premio Sidewise per la storia alternativa (Sidewise Award for Alternate History) è un premio letterario statunitense istituito nel 1995 da Steven H Silver, Evelyn C. Leeper e Robert B. Schmunk come riconoscimento per i migliori racconti e romanzi ucronici dell'anno.
Il premio, che prende nome dal racconto del 1934 Bivi nel tempo (Sidewise in Time) di Murray Leinster, è stato annunciato la prima volta nell'estate 1996 per premiare opere pubblicate nel 1995.
Viene assegnato annualmente, nell'ambito della Worldcon, in due categorie: forma breve (Short-Form), per le opere al di sotto delle 60.000 parole (racconti, romanzi brevi, poemi) e forma lunga (Long-Form) per le opere al di sopra delle 60.000 parole (singoli romanzi e cicli completi). A discrezione dei giudici, viene anche assegnata una speciale menzione (Special Achievement Award) a una persona o uno scritto per premiare le opere pubblicate prima della creazione del premio; finora sono state assegnate solo tre menzioni speciali.

## Albo d'oro
I vincitori sono indicati in grassetto.
- 1995
  - Forma lunga: Pasquale's Angel di Paul J. McAuley
    - The Two Georges di Richard Dreyfuss e Harry Turtledove
    - Il barone sanguinario (The Bloody Red Baron) di Kim Newman

  - Forma breve: Brigantia's Angels di Stephen Baxter
    - From Whom All Blessings Flow di Stephen Dedman
    - Brute Skill di David Garnett
    - Receding Horizon di Jonathan Lethem e Carter Scholz
    - Il treno di Lincoln (The Lincoln Train) di Maureen McHugh
    - Must and Shall di Harry Turtledove
    - You Could Go Home Again di Howard Waldrop
- 1996
  - Forma lunga: Voyage di Stephen Baxter. 
    - Pastwatch: The Redemption of Christopher Columbus di Orson Scott Card
    - Saga del Martello e della Croce (Hammer and the Cross) di Harry Harrison e Tom Shippey
    - Ciclo dell'invasione (Worldwar) di Harry Turtledove

  - Forma breve: Foreign Devils, di Walter Jon Williams
    - Age of Aquarius di William Barton
    - The Miracle of Ivar Avenue di John Kessel
    - Abdication Street di Kim Newman e Eugene Byrne
    - Resurrection di Mark W. Tiedemann
- 1997
  - Forma lunga: How Few Remain di Harry Turtledove
    - Time on My Hands di Peter Delacorte
    - Jack Faust di Michael Swanwick

  - Forma breve: The Undiscovered di William Sanders
    - For the Strength of the Hills di Lee Allred
    - The King of Poland's Foot Cavalry di Roland J. Green
    - Teddy Bears' Picnic di Kim Newman e Eugene Byrne

  - Menzione speciale: For Want of a Nail...; If Burgoyne Had Won at Saratoga di Robert Sobel
- 1998
  - Forma lunga: Making History di Stephen Fry
    - Dinosaur Summer di Greg Bear
    - Climb the Wind di Pamela Sargent

  - Forma breve: Le isole dell'estate (The Summer Isles) di Ian R. MacLeod
    - The Wire Continuum di Stephen Baxter e Arthur C. Clarke
    - Waiting for the End di Robert Silverberg
    - US di Howard Waldrop
- 1999
  - Forma lunga: Il giorno del riscatto (Resurrection Day) di Brendan DuBois
  - Forma breve: The Eighth Register di Alain Bergeron
    - Secret History of the Ornithopter di Jan Lars Jensen
    - Il Drago si svela (Getting to Know the Dragon) di Robert Silverberg
    - A Hero of the Empire di Robert Silverberg

  - Menzione speciale: Randall Garrett per i racconti di Lord Darcy tra cui il racconto Too many Magicians, le raccolte Murder and Magic, Lord Darcy Investigates e The Spell of War
- 2000
  - Forma lunga: Ash. Una storia segreta (Ash: A Secret History) di Mary Gentle
    - Inca: The Scarlet Fringe di Suzanne Allés Blom
    - Nantucket Trilogy o Islander Trilogy di S. M. Stirling

  - Forma breve: Settantadue lettere (Seventy-Two Letters) di Ted Chiang
    - HMS Habakkuk di Eugene Byrne
    - A Very British History di Paul J. McAuley
    - The Other Side of Midnight: Anno Dracula 1981 di Kim Newman
    - Xochiquetzal di Carla Cristina Pereira
- 2001
  - Forma lunga: The Children's War di J. N. Stroyar
    - The Age of Unreason di J. Gregory Keyes
    - Chronospace di Allen Steele

  - Forma breve: Human Front (The Human Front) di Ken MacLeod
    - First to the Moon di Stephen Baxter e Simon Bradshaw
- 2002
  - Forma lunga: The Severed Wing di Martin J. Gidron ex aequo Per il trono d'Inghilterra (Ruled Britannia) di Harry Turtledove
    - The Year of the Hangman di Gary Blackwood
    - The Separation di Christopher Priest
    - The Peshawar Lancers di S. M. Stirling

  - Forma breve: Empire di William Sanders
    - We Come Not to Praise Washington di Charles Coleman Finlay
    - The Invisible Empire di John Kessel
    - With Caesar in the Underworld di Robert Silverberg
    - The Last Ride of German Freddie di Walter Jon Williams
- 2003
  - Forma lunga: Collaborator di Murray Davies
    - Disturbance of Fate di Mitchell Freedman
    - Liverpool Fantasy di Larry Kirwan
    - Conquistador di S. M. Stirling

  - Forma breve: Uno zero (O One) di Chris Roberson
    - The Day We Went Through the Transition di Ricard de la Casa e Pedro Jorge Romero
    - The Eyes of America di Geoffrey A. Landis
    - The Cuban Missile Crisis: Second Holocaust di Robert L. O'Connell
    - The Reign of Terror di Robert Silverberg
- 2004
  - Forma lunga: Il complotto contro l'America (The Plot Against America) di Philip Roth
  - Forma breve: Ministry of Space di Warren Ellis, Chris Weston e Laura DuPuy Martin
    - The Heloise Archive di L. Timmel Duchamp
    - Five Guys Named Moe di Sean Klein
    - The Ashbazu Effect di John McDaid
    - Mani Rosse, Mani Nere (Red Hands, Black Hands) di Chris Roberson
    - The Gladiator's War: A Dialogue di Lois Tilton
- 2005
  - Forma lunga: The Summer Isles di Ian R. MacLeod
    - Romanitas di Sophia McDougall
    - A Princess of Roumania di Paul Park

  - Forma breve: Pericles the Tyrant di Lois Tilton
    - Harvest Moon di William Barton
    - The Illuminated Heretic di A. M. Dellamonica
    - The 2005 Hugo Award Ceremony Script di Kim Newman e Paul McAuley
    - Panacea di Jason Stoddard
- 2006
  - Forma lunga: Merchant Princes vol. 1-3 (The Family Trade, The Hidden Family e The Clan Corporate) di Charles Stross
    - 1862 di Robert Conroy
    - The Tourmaline di Paul Park
    - The Disunited States of America di Harry Turtledove
    - Farthing di Jo Walton

  - Forma breve: Counterfactual di Gardner Dozois
    - The Pacific Mystery di Stephen Baxter
    - O, Pioneer di Maya Kaathryn Bohnhoff
    - History Lesson di Chris Floyd
    - Palestina di Martin Gidron
    - The Plurality of Worlds di Brian Stableford
    - The Meteor of the War di Andrew Tisbert
- 2007
  - Forma lunga: Il sindacato dei poliziotti yiddish (The Yiddish Policemen's Union) di Michael Chabon
    - 1945: A Novel di Robert Conroy
    - Ilario (in due volumi: Ilario: The Lion's Eye e Ilario: The Lion's Eye) di Mary Gentle
    - Mainspring di Jay Lake
    - Rome Burning di Sophia McDougall
    - Ha'penny di Jo Walton

  - Forma breve: Quaestiones Super Caelo et Mundo di Michael Flynn ex aequo Recovering Apollo 8 di Kristine Kathryn Rusch
    - Les Innocents/Lumiere di Elizabeth Bear
    - Public Safety di Matthew Johnson
    - An Alternate History of Chinese Science Fiction di Jess Nevins
    - Metal Dragon Year di Chris Roberson
    - Missives from Possible Futures #1: Alternate History Search Results di John Scalzi
- 2008
  - Forma lunga: The Dragon's Nine Sons di Chris Roberson
    - The Affinity Bridge di George Mann
    - Nation di Terry Pratchett
    - Swiftly di Adam Roberts
    - Half a Crown di Jo Walton

  - Forma breve: Sacrifice di Mary Rosenblum
    - The People's Machine di Tobias Buckell
    - Poison Victory di Albert E. Cowdrey
    - A Brief Guide to Other Histories di Paul McAuley
    - Night Bird Soaring di T. L. Morganfield
    - G-Men di Kristine Kathryn Rusch
- 2009
  - Forma lunga: 1942 di Robert Conroy
  - Forma breve: The Fixation di Alastair Reynolds
    - Yes, We Have No Bananas di Paul Di Filippo
    - Edison's Frankenstein di Chris Roberson
    - Black Swan di Bruce Sterling
    - The Persistence of Souls di Sarah Zettel
- 2010
  - Forma lunga: When Angels Wept: A What-If History of the Cuban Missile Crisis di Eric Swedin
    - Columbia & Britannia di Adam Chamberlain e Brian A. Dixon
    - Red Inferno di Robert Conroy
    - Pinion di Jay Lake

  - Forma breve: A Clash of Eagles di Alan Smale
    - Mammoths of the Great Plains di Eleanor Arnason
    - Alten Kameraden di Barry B. Longyear
    - Sidewinders di Ken MacLeod
    - Goin' Down to Anglotown di William F. Wu
- 2011
  - Forma lunga: Wake Up and Dream di Ian R. MacLeod
    - Castro's Bomb di Robert Conroy
    - Himmler's War di Robert Conroy
    - Then Everything Changed: Stunning Alternate Histories of American Politics: JFK, RFK, Carter, Ford, Reagan di Jeff Greenfield
    - Planesrunner di Ian McDonald
    - Heart of Iron di Ekaterina Sedia
    - Camera Obscura di Lavie Tidhar

  - Forma breve: Paradise Is a Walled Garden di Lisa Goldstein
    - The Iron Shirts di Michael F. Flynn
    - Orion Rising di Jason Stoddard
    - Lee at the Alamo di Harry Turtledove
- 2012
  - Forma lunga: Dominion di C. J. Sansom
    - Doktor Glass di Thomas Brennan
    - Expedition to the Mountains of the Moon di Mark Hodder
    - The Cassandra Project di Jack McDevitt e Mike Resnick
    - The Mirage di Matt Ruff

  - Forma breve: Something Real di Rick Wilber
    - Great White Ship di Lou Antonelli
    - Steamgothic di Sean McMullen
    - Adrift on the Sea of Rains di Ian Sales
    - Fade to White di Catherynne Valente
- 2013
  - Forma lunga: The Windsor Faction di D. J. Taylor ex aequo Surrounded by Enemies: What If Kennedy Survived Dallas? di Bryce Zabel
    - 1920: America's Great War di Robert Conroy
    - The Secret of Abdu el Yezdi di Mark Hodder

  - Forma breve: The Weight of the Sunrise di Vylar Kaftan
    - A Brief History of the Trans-Pacific Tunnel di Ken Liu
    - Tollund di Adam Roberts
    - Uncertainty di Kristine Kathryn Rusch
    - Cayos in the Stream di Harry Turtledove
    - Blair's War di Ian Watson
- 2014
  - Forma lunga: The Enemy Within di Kristine Kathryn Rusch
    - Second Front: The Allied Invasion of France, 1942-1943: An Alternative History di Alexander M. Grace
    - The Darkest Hour di Tony Schumacher
    - V-S Day: A Novel of Alternate History di Allen Steele
    - Le mie due vite (My Real Children) di Jo Walton

  - Forma breve: The Long Haul: From the Annals of Transportation di Ken Liu
    - The Girl with the Flaxen Hair di Igor Ljubuncic
    - The Principles di Robert Reed
    - Let No Man Put Asunder di Aaron Rosenberg
    - The Black Sun di Lewis Shiner
    - The More It Changes di Harry Turtledove
- 2015
  - Forma lunga: The Big Lie di Julie Mayhew
    - The British Lion di Tony Schumacher
    - Joe Steele di Harry Turtledove

  - Forma breve: It Doesn't Matter Anymore di Bill Crider
    - Elizabethtown di Eric Cline
    - Losing Amelia di Rev Dicerto
    - The Last of Time di Ken Poyner
    - The Black Sun di Lewis Shiner
    - The Hero of Deadwood di James Reasoner
- 2016
  - Forma lunga: Underground Airlines di Ben H. Winters
    - Acts of the Assassins di Richard Beard
    - Azanian Bridges di Nick Wood

  - Forma breve: Treasure Fleet di Daniel Bensen ex aequo What If the Jewish State Had Been Established in East Africa di Adam Rovner
    - The Danish Crutch di Anna Belfrage
    - Twilight of the Mezozoic Moon di Brent A. Harris & Ricardo Victoria
    - The Battle of London Bridge di G. K. Holloway
    - Pirate Utopia di Bruce Sterling
- 2017
  - Forma lunga: Once There Was a Way: What if The Beatles Stayed Together? di Bryce Zabel
    - The Berlin Project di Gregory Benford
    - A Time of Need di Brent Harris
    - All Our Wrong Todays di Elan Mastai
    - The Clash of Eagles Trilogy di Alan Smale

  - Forma breve: Zigeuner di Harry Turtledove
    - N'oublions Jamais di Tom Anderson & Bruno Lombardi
    - The Twenty Year Reich di Dave D'Alessio
    - Sun River di Nisi Shawl
- 2018
  - Forma lunga: The Calculating Stars di Mary Robinette Kowal[2]
    - Summerland di Hannu Rajaniemi
    - The Trial and Execution of the Traitor George Washington di Charles Rosenberg
    - Unholy Land di Lavie Tidhar

  - Forma breve: Codex Valtierra di Oscar (Xiu) Ramirez & Emmanuel Valtierra
    - The Secret City di Rick Wilber
- 2019
  - Forma lunga: Il futuro di un altro tempo (The Future of Another Timeline) di Annalee Newitz
    - Famous Men Who Never Lived di K. Chess
    - Walking through Dreams di Jared Kavanagh
    - The Fall of Rorke's Drift: An Alternate History of the Anglo-Zulu War of 1879 di John Laband

  - Forma breve: Christmas Truce di Harry Turtledove
    - Any Way the Wind Blows di Seanan McGuire
    - Drang Nach Osten di Christopher G. Nuttall
    - The Kaiserin of the Seas di Christopher G. Nuttall
    - The Blue and the Red: Palmerston's Ironclads di William Stroock
- 2020
  - Forma lunga: Le porte dell'Eden (The Doors of Eden) di Adrian Tchaikovsky[3]
    - The Good German di Dennis Bock
    - The Cold Last Swim di Junior Burke
    - The Relentless Moon di Mary Robinette Kowal
    - The Day Lincoln Lost di Charles Rosenberg

  - Forma breve: Moonshot di Matthew Kresal
    - 1827: Napoleon in Australia di Andrew J. Harvey
    - Wheel of Echoes di Sean McMullen
- 2021
  - Forma lunga: Civilizzazioni (Civilizations) di Laurent Binet[4]
    - Broadway Revival di Laura Frankos
    - The Apollo Murders di Chris Hadfield
    - The Kingdoms di Natasha Pulley

  - Forma breve: Gunpowder Treason di Alan Smale
    - Hitchcock’s Titanic di Matt Kresal
    - Billie the Kid di Rick Wilber
- 2022
  - Forma lunga: The Peacekeeper di B. L. Blanchard[5]
    - Babel. Una storia arcana (Babel) di R. F. Kuang
    - Appliance di J. O. Morgan
    - Begin the World Ove di Kung Li Sun
    - Three Miles Down di Harry Turtledove
    - Beat the Devils di Josh Weiss

  - Forma breve: A Sky and a Heaven di Eric Choi ex aequo A Dream of Electric Mothers di Wole Talabi
    - Kingsbury 1944 di Michael Cassutt
    - It’s Real Life di Paul Levinson
    - Why the Bridgemasters of York Don’t Pay Taxes di Gillian Polack

### Premi speciali
- 1995: L. Sprague de Camp, alla carriera
- 1997: Robert Sobel, For Want of a Nail
- 1999: Randall Garrett, serie Lord Darcy
- 2018: Eric Flint, Collana del 1632